# Crkva Gospe pokraj Mora na Čiovu
Crkva Gospe pokraj Mora na Čiovu ili crkva Marijina Očišćenja je stara crkva, na ovom ostrvu preko puta Trogira koja je prema Pavlu Andreisu bila posvećena Marijinom Očišćenju.  Ova ranosrednjovekovna crkva (iz 10. ili 11. veka) preuređena je u 15. veku u prezbiterijum produžene i proširene crkve. Slična ovoj je crkva Svetog Jurja u Radunu (Kaštel Stari).  Crkva pripada posebnoj raširenoj grupi dalmatinsko - predromanijskog raditeljstva. To je jednobrodna građevina sa raščlanjenom unutrašnjošću i spoljašnjošću i bez kupole kakvu obično imaju crkve južnije od Splita i Brača.

## Položaj
Crkva se nalazi na ostrvu Čiovo u Trogir, u Hrvatskoj. Donedavno je dominirala nad istočnim obodom predgrađa, smeštena među borovima i čempresima, koji su naknadno posečena i zamenjena stablima maslinama.

## Preduslovi
Razvoj hrišanstva u Trogiru svedoči da je iz obližnje biskupske mitropolije Salone hrišanstvo vrlo brzo stiglo u ovaj trgovački gradić, koga je položaja na ostrvu spasio od sudbine gradova na kopnu. Ćinjenica je da crkve koje su se gradile u predromanijskom i ranoromanijskom razdoblju po stilu ili imenima svojih donatora govore o ranom naseljavanju Trogira hrvatskim stanovništvom hriščanske vere.
Počev od 9. veka Trogir plaća dažbine hrvatskim vladarima, ali zadržava autonomiju pod suverenitetom Vizantije. Od 11. veka Trogir postaje biskupija i dobija sve atribute ondašnjih evropskih gradova. Početak 12. veka je vreme priznaja vlasti hrvatsko-ugarskih kraljeva, a zapisano je da su ga 1123. godine do temelja razorili i opljačkali Saraceni.
Nakon ponovne kraće vizantske vladavine 1180. Trogir je opet dospeo pod vlast hrvatsko-ugarskih kraljeva koji su mu potvrdili autonomna gradska prava.
Tokom 13. veka, Trogir je doživeo snažan privredni razvoj i obnovu građevina. O snazi Trogira svedoći i podatak da je u njemu 1242. utočište našao hrvatsko-ugarski kralj Bela IV. u vreme njegovog bekstva pred Tatarima.

## Istorija
Pavao Andreis koji spominje u ovoj crkvi i čudotvornu sliku, navodi da je crkva bila podignuta kao zavetna crkva za  „veliku pobedu” Trogirana nad Splićanima u pomorskoj bitci. Međutim crkva je znatno starija od tog događaja koji se odigrao 1243. godine. Prema predanju u crkvi je služio svoju prvu misu Petar Berislavić. Prema pisanju Ivana Tonka Mrnavića u kapelici - crkvi na Čiovu (ne spominje njenog titular) u kojoj se poštovala čudotvorna slika Bogorodice, svoju prvu misu služio je Petar Berislavić, budući biskup i hrvatski ban.
Jedna legenda opisuje procesiju mrtvaca koja se iz grada po moru uputila do Gospe pored Mora.
Papski vizitator Agostino Valier u svom pohodu biskupijama istočne obale Jadrana 1579. godine kratko  se zadržao i u ovoj crkvici,83  i popisao crkveni inventar. Valier je u crkvi zatekao tri oltara: glavni sa slikom Bogorodice optočene zavetnim darovima, bočne oltare: oltarić Svetog Ante
i oltar Svete Jerolima na kome je stara ikona, sve uz bogatu liturgijsku opremu koja je uključivala i jedan antifonar.
| „ | Iako je oltare nazvao „neposvećenima“, moramo znati da je Valier krenuo na put sveobuhvatnog popisivanja stanja po biskupijama, ne bi li dao upute za usklađivanje sa smernicama Tridentskog sabora (1545—1563. godine) u slavljenju mise. Tek su nakon toga oni mogli biti posvećeni, naravno uz posebne procedure „na lokalnom nivou“. | ” |

Kao i uz druge čiovske crkve, i uz ovu crkvu su nekada boravile/boravili:
- isposnice, svetovne žene koje su se na ostrvo povukle iz grada i uz crkvu živele u samoći, kako to navodi Ivan Lucić (koji crkvu spominje kao Madonna del Lido).[9]
- pustinjaci i bratimi (braća) bratovštine osnovane pri crkvi, koja je imala i svoj pisani statut na hrvatskom jeziku (lingua Illyrica), što 1603. godine potvrđuje papin vizitator Michele Priuli, koji navodi | „ | ...da uz crkvu (S. Maria apud littus Maris) boravi bratovština koja je imala svoj statut pisan na hrvatskom (lingua Illyrica). | ” |

## Arhitektura
Crkva se opisuje kao jednobrodnu građevinu od dva dela i dve faze gradnje (10–11. vek i 15. vek), orijentisanu istok — zapad, natkrivenu izvornim pokrivačem od ploča škriljaca, kako je to bilo uobičajeno na ranosrednjovekovnim crkvama.
Stariji deo crkve ima površinu oko 25 m2 (6,4 x 4,10 m), dok je istočno sa plitkom kvadratnom apsidom sa spoljne strane bočno razvedena sa po pet plitkih niša između lezena koje završavaju lukovima, dok je apsida razvedena trima plitkim nišama. U srednjoj niši apside je mali izvorni otvor, a u zabatu crkve drugi. Iako mala po dimenzijama ova crkva, svojom raščlanjenošću i naglašenom vertikalom ostavlja utisak monumentalnosti.
Prostor crkve je izvorno bio podeljen na tri jedinice, a svod su mu pridržavale pojasnice
koje su se naslanjale na lezene. Rušenjem prednjeg zida prenamenovana je u prezbiterijum proširene crkve. Naime dodatkom šireg broda, stariji je postao njen prezbiterijum, a šupljina nastala izbijenjem zida otvor prema svetilištu.
Zidno platno, uključujući i zidove plitke apside, koje je u osnovi pravougaonog oblika, spolja je raščlanjeno plitkim nišama između lezena koje se završavaju lukovima.
Na vrhu pročelja crkve podignuta je preslica poput okvira prozora sa lučnim završetkom. U
preslici više ne visi zvono. Na njenom vrhu je gvozdeni sa zastavicom, vetrokaz. Kompozicija
pročelja sa vratima uz koja su dva prozora uobičajena je na trogirskim crkvama 15. i 16. veka.
Na oltaru je izvorno stajao gotički poliptih u čijem je središnjem polju prikazana Bogorodica
koja doji dete. Valjda se zbog tog prizora crkva spominje i kao „Gospe od Mlika”, a Čiovljani je
nazivaju „Gospica”. Poliptih je pripisan splitskom slikaru Dujmu Vuškoviću, a izložen je u Muzeju sakralne umjetnosti, Pinakoteka.
Na stipesu je donedavno stajao oslikani kožni antependij iz 17. veka, sa likovima Svetog Ivana Trogirskog, Bogorodice sa Detetom i Svetog Lovre.
Zanimljive su i dve slike, dela takozvanih madonera, kritsko-mletačkih slikara 16. veka; jedna sa prikazom Poklonstva pastira, druga s prizorom Navještenja. Naslikane su na dasci snažnim bojama s izrazitim linearizmom u duhu vizantske tradicije, ali sa prostornim rešenjima preuzetima iz onovremenog mletačkog kasnorenesansnog slikarstva. Slike su prenesene u samostan Svetog Ante na Dridu.

## Obnova crkve u 20. veku
Na crkvi su osamdesetih godina 20. veke  izvršeni građevinski radovi koji su je teško oštetili:
- Oštećena je žbuka, uobičajena na ranosrednjovekovnim zdanjima, koja je pokrivala zidove sazidane od grubo obrađenog i lomljenog kamenja.
- Uništene su pojasnice na svodu i lezene koje su ih pridržavale.
- Niše na bočnim zidovima do polovine su ispunjene tako da su preimenovane u klupe.
- Novi, prošireni deo je veći, duži i širi od ranosrednjovkovne crkve.

| „ | I pored ovih izmena izrazita vitkost ove crkve ukazuje na još uvek gotički izgled prostora. Na pročelju je otvor unutar koga je upisan krst, a ispod njega je ugrađena kamena greda na kojoj su među ostalima prikazane ukrštene kosti i lobanja kao simboli koji opominju na prolaznost života. | ” |

Nakon raznošenja liturgijskoj inventara i umetničkih dela crkva je danas ogolele unutrašnjosti, na kojoj se  mogu uočiti tragovi konzervatorskih inventara sastavljenih sedamdesetih godina 20. veka. A  nakon recentne „obnove“ crkve u prednjem delu leže razbacani retabli dva odvaljena drvena renesansna oltara.

## Literatura
- Andreis, P.: Povijest grada Trogira I, čakavski sabor, Split, 1977.
- Delalle, I.; Slade-Šilović, M.; Gejić, S.: Trogir – mala turistiþka monografija, Studio Hrg, Zagreb, 1999.
- Migoti, B.: Ranokršüanska topografija na podruþju između Krke i Cetine, JAZU, Zagreb, 1990.
- Kovačić, V.. Prilozi za ranokršćansku topografiju Trogira, Diadora, glasilo Arheološkog muzeja u Zadru (1992) 14., str. 291-310
- Marasoviü, T.: Značaj ranosrednjovjekovnog graditeljstva u Trogiru, Mogućnosti (1980), 10.-11., str. 1001-1008

## Spoljašnje veze
- Crkve i samostani u Trogiru Архивирано на веб-сајту  (11. октобар 2020) (jezik: hrvatski)